# 谭佳薪
谭佳薪（1996年12月3日—），湖南长沙人，中國女子體操運動員。

## 簡歷
2013年3月，谭佳薪在体操世界杯卡塔尔多哈站，贏得高低杠冠军。同年10月，她在第六届东亚运动会的高低杠项目中夺得金牌。
2016年7月，由於隊友刘婷婷在训练中意外伤到手掌，队伍决定由原為替补队员的谭佳薪顶替出战里約奧運會，最終獲得女子團體銅牌。
2017年9月，於中華人民共和國第十三屆運動會賽後宣布退役。